# サングラーム・シング2世
サングラーム・シング2世（Sangram Singh II, 1690年3月24日 - 1734年1月11日）は、北インドのラージャスターン地方、メーワール王国の君主（在位：1710年 - 1734年）。

## 生涯

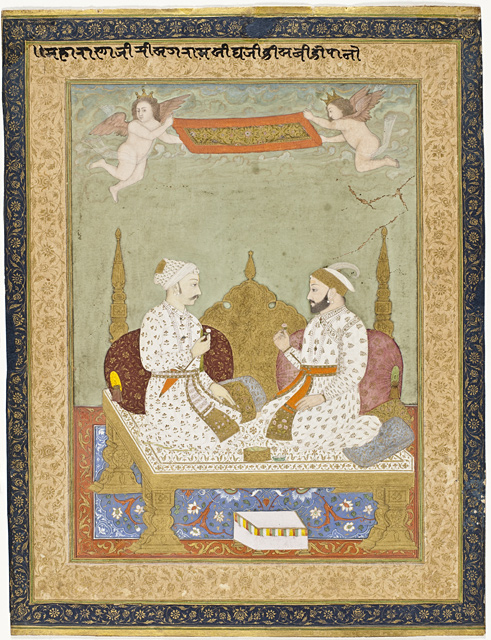
サングラーム・シング2世（右）とジャイ・シング2世（左）

1690年3月24日、メーワール王国の君主アマル・シング2世の息子として、ウダイプルで誕生した。
1710年12月、父王アマル・シング2世が死亡したことにより、王位を継承した。
1734年1月11日、サングラーム・シング2世はウダイプルで死亡し、息子のジャガト・シング2世が王位を継承した。